# 白花假糙苏
白花假糙苏（学名：Paraphlomis albiflora），为唇形科假糙苏属下的一个植物种。